# اوژی-ان-بری
اوژی-ان-بری (به فرانسوی: Augers-en-Brie) یک کمون در فرانسه است که در سن-ا-مارن واقع شده‌است. اوژی-ان-بری ۱۳٫۵ کیلومتر مربع مساحت دارد.